# Lauren Vélez
Lauren Luna Vélez, đôi khi ghi danh là Luna Lauren Velez hay Luna Vélez, (sinh ngày 2/11/1964) là nữ diễn viên người Mỹ. Bà và Lorraine Vélez là hai chị em sinh đôi. Bà từng đóng các vai như María LaGuerta trong phim Dexter, Nina Moreno trong New York Undercover, Elena trong Ugly Betty.

## Thời thơ ấu
Cha mẹ Lauren từ Puerto Rico chuyển đến sống ở Brooklyn vào đầu những năm 1950. Đây cũng là nơi mà hai chị em sinh đôi, bà và Loraine Vélez, được sinh ra.

## Sự nghiệp
Năm 1995, Vélez có vai chính đầu tiên trong phim truyền hình New York Undercover. Trong sê-ri này, bà vào vai nữ cảnh sát Nina Moreno. Cùng năm này, bà đóng phim điện ảnh đầu tiên, I Like It Like That. Bà vào vai Lisette Linares; đóng cùng với Rita Moreno và Jon Seda.
Ngày 24/6/2006, Lauren thắng giải "Nữ diễn viên phụ xuất sắc nhất" tại Liên hoan phim quốc tế Expo Long Island năm 2006 cho vai Roseanne Crystal trong phim điện ảnh Serial.

## Danh sách phim

### Điện ảnh
| Năm  | Tên phim                        | Vai diễn    | Ghi chú |
| ---- | ------------------------------- | ----------- | ------- |
| 2022 | Transformers: Quái thú trỗi dậy | Mẹ của Noah |         |